# Les Grandes Batailles

Les Grandes Batailles est une série d'émissions télévisées historiques de Daniel Costelle, Jean-Louis Guillaud et Henri de Turenne diffusée à la télévision française dans les années 1960 et 1970, qui décrit les principales batailles de la Seconde Guerre mondiale ainsi que le procès de Nuremberg.

## Synopsis
Le projet de la série commence en fait avec la commande officielle de l'État d'une émission sur la bataille de Verdun, en 1966. Suivront 10 autres émissions concernant la Seconde Guerre mondiale. Les auteurs et producteurs de la série sont Henri de Turenne et Jean-Louis Guillaud, tous deux journalistes. Ils confient la réalisation de la série au jeune réalisateur Daniel Costelle.
Les émissions donnent la parole aux officiers ayant participé à ces batailles ainsi qu'à des historiens. Ces interventions alternent avec des images d'archives. Les commentaires sont dits par Henri de Turenne, Jean-Louis Guillaud et par Daniel Costelle.

## Liste des émissions
| Titre de l'émission                                                                  | Première diffusion               | Durée                 |
| ------------------------------------------------------------------------------------ | -------------------------------- | --------------------- |
| La Bataille d'Angleterre                                                             | 19 septembre 1966                | 1 h 08 min            |
| La Bataille du désert                                                                | 27 février 1967                  | 1 h 21 min            |
| La Bataille de l'Atlantique                                                          | 22 janvier 1968                  | 1 h 07 min            |
| La Bataille de Moscou                                                                | 15 mars 1969                     | 1 h 28 min            |
| La Bataille de Normandie                                                             | 6 juin 1969                      | 1 h 29 min            |
| La Bataille du Pacifique Première partie : Banzaï! Seconde partie : la Reconquête    | 7 décembre 1970 14 décembre 1970 | 1 h 24 min 1 h 27 min |
| La Bataille d'Italie                                                                 | 13 juin 1971                     | 1 h 34 min            |
| La Bataille de Stalingrad                                                            | 28 avril 1972                    | 1 h 21 min            |
| La Bataille d'Allemagne Première partie : Le dernier sursaut Seconde Partie : Berlin | 21 mars 1973 22 mars 1973        | 1 h 23 min 1 h 29 min |
| La Bataille de France                                                                | 2 mai 1974                       | 1 h 49 min            |
| Le procès de Nuremberg                                                               | 12 septembre 1974                | 1 h 11 min            |

## Musiques utilisées dans la série
Cette section répertorie les principales musiques utilisées dans la série, sachant que certaines musiques reviennent dans plusieurs épisodes.
Le travail d'illustration sonore de la série a été réalisé par Betty Willemetz.

### Bataille du Désert
- Norbert Schultze, Lili Marlene (versions française, anglaise, italienne et allemande)
- Norbert Schultze, Panzer rollen in Afrika vor (hymne de l'Afrika Korps)[16]

- Richard Wagner, Trauermarsch, tiré de l'opéra Götterdammerung

### Bataille de Moscou
- Matveï Blanter, Katioucha
- Dmitri Chostakovitch, Symphonie no 7 dite "Leningrad"
- Dmitry Pokrass, Moscou en Mai (paroles du poète Vasily Lebedev-Kumach), 1937
- Moya lyubimaya, interprétée par Sergueï Lemechev
- Gustav Mahler, Symphonie no 5
- Alexandre Vassilievitch Alexandrov, Sviachtchennaïa Voïna (La Guerre sacrée), 1941
- Dmitri Chostakovitch, Symphonie no 11 dite "L'année 1905"
- Ralph Vaughan Williams, Symphonie no 7 dite "Sinfonia Antartica"
- Boris Mokrousov, Le chant des défenseurs de Moscou, 1941
- Sergueï Prokofiev, Alexandre Nevsky
- Alexandre Vassilievitch Alexandrov, Chant de l'armée soviétique

### Bataille de Normandie
- - Jerry Goldsmith, Attack, musique du film In Harm's Way d'Otto Preminger
- John Philip Sousa, The Washington Post March (musique militaire américaine)
- Glenn Miller, Beer Barrel Polka
- Blue bonnets over the border
- Ottorino Respighi, Les Pins de Rome (4e partie Les Pins de la Voie Appia)

### Bataille d'Allemagne (Le dernier sursaut et Berlin)
- Ennio Morricone, Rivoluzione ControI, musique du film Il était une fois la Révolution de Sergio Leone
- Gustav Mahler, Symphonie no 2 "Resurrection" (plusieurs passages différents)
- Richard Wagner, Trauermarsch, tiré de l'opéra Götterdammerung
- Bela Bartok, Concerto pour orchestre (Introduction)
- Camille Saint-Saëns, Symphonie no 3 (4e mouvement)

### Bataille de France
- Ennio Morricone, Rivoluzione ControI, musique du film Il était une fois la Révolution de Sergio Leone
- Antonino Riccardo Luciani, Preludio al conflitto (Avant le conflit), Missione Pericolosa (Mission dangereuse) et Divisioni corazzate (Divisions cuirassées), tirés de l'album Guerra N.1[17]
- Edward Elgar, Pomp and Circomstance Op.39 no 2